# St. Leonhard (Utting am Ammersee)

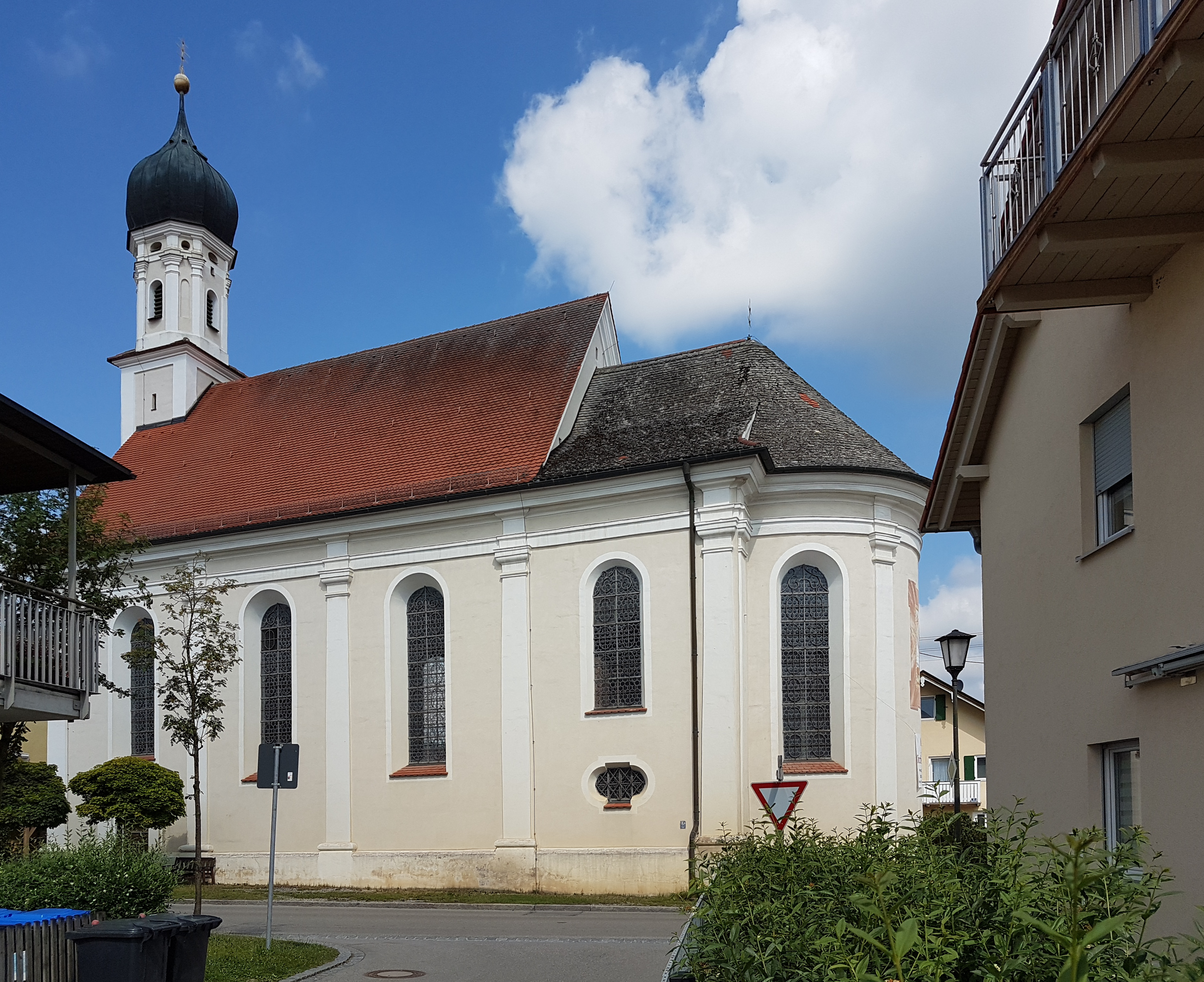
St. Leonhard in Utting am Ammersee

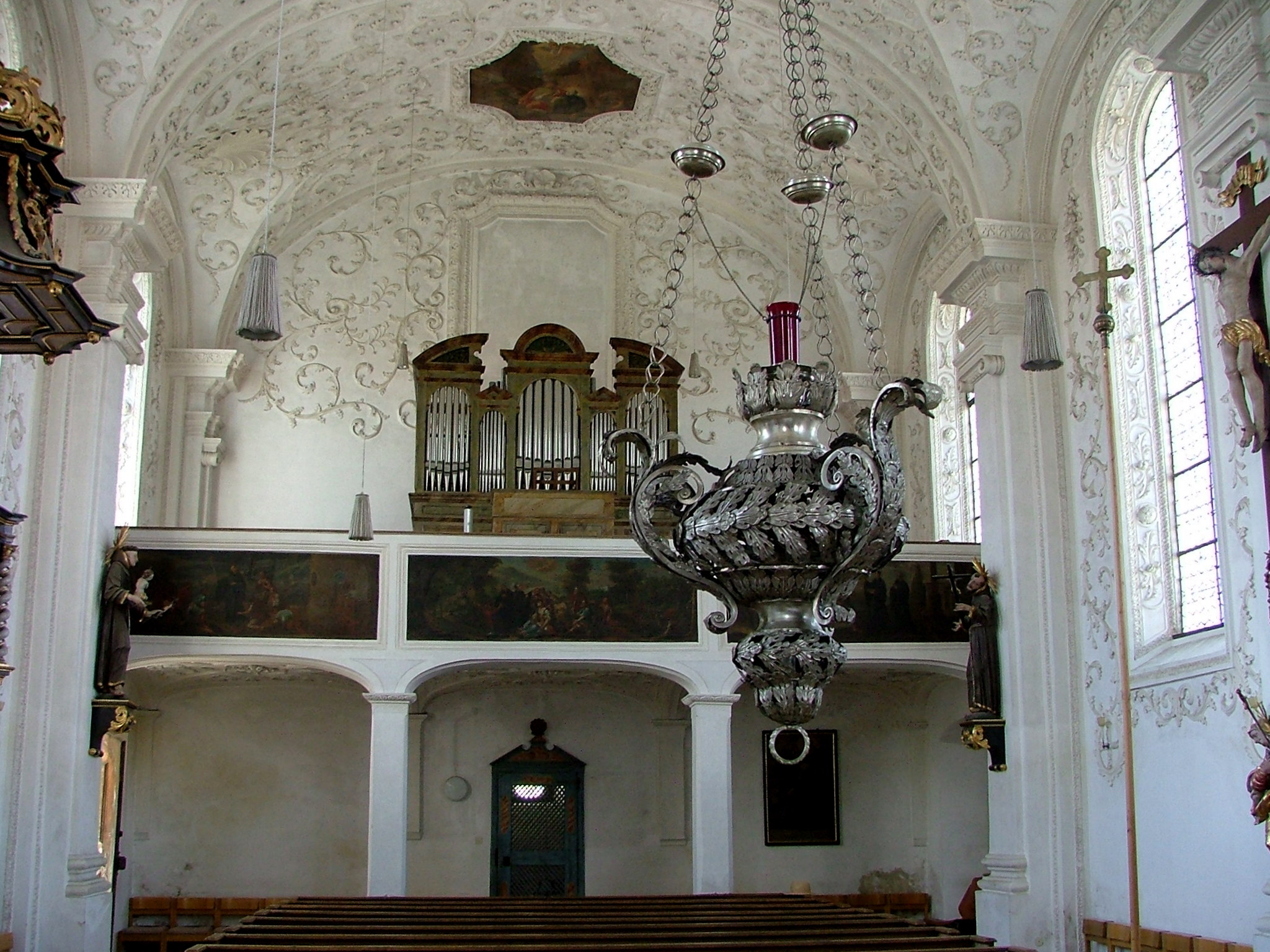
Empore mit Orgel

Die römisch-katholische Filialkirche St. Leonhard steht in Utting am Ammersee im oberbayerischen Landkreis Landsberg am Lech. Sie ist in der Liste der Baudenkmäler in Utting am Ammersee unter der Nr. D-1-81-144-2 eingetragen. Die Kirche gehört zum Dekanat Landsberg des Bistums Augsburg.

## Beschreibung
Die barocke Saalkirche wurde in den Jahren 1707 bis 1712 gebaut. Sie besteht aus dem Langhaus und dem eingezogenen, halbrund geschlossenen Chor im Nordosten, die beide außen mit Pilastern gegliedert sind, sowie dem Kirchturm auf quadratischem Grundriss, der in die Fassade im Südwesten halb eingestellt ist. In seinem obersten Geschoss mit Pilastern an den acht Ecken steht der Glockenstuhl. Darauf sitzt eine Zwiebelhaube. 
Der Innenraum ist mit einem Tonnengewölbe überspannt. Der Hochaltar wird von den Skulpturen des heiligen Sebastian und des Nikolaus von Myra flankiert. Im Altarauszug ist die Heilige Dreifaltigkeit dargestellt. Den Tabernakel gestaltete um 1712 Lorenz Luidl. Von ihm und von seinem Sohn Johann Luidl stammen weitere Statuen im Chor.

## Orgel
Die Orgel mit dreizehn Registern auf zwei Manualen und Pedal wurde um 1870 von Georg Beer ursprünglich für die Kirche Mariä Heimsuchung gebaut. Vor dem Einbau der neuen Orgel dort wurde das Instrument 1986 hierher transferiert. Die Manualladen sind Schleifladen, die Pedallade ist eine Kegellade; sie werden von einem freistehenden, mechanischen Spieltisch angesteuert. Die Disposition lautet:
| I Manual C–f3 |       |
| Bourdon       | 16′   |
| Principal     | 8′    |
| Gamba         | 8′    |
| Dolce         | 8′    |
| Flöte         | 8′    |
| Octave        | 4′    |
| Mixtur IV     | 2 ⁄3′ |

| II Manual C–f3  |    |
| Gedeckt         | 8′ |
| Salicional      | 8′ |
| Geigenprincipal | 8′ |
| Traversflöte    | 4′ |

| Pedal C–d1 |     |
| Subbaß     | 16′ |
| Octavbaß   | 08′ |